# Johann Baptist Oberkofler
Johann Baptist Oberkofler (* 24. März 1895 in St. Johann; † 2. Jänner 1969 in Bruneck) war Priester und ein Südtiroler Maler, bekannt für zahlreiche religiöse Gemälde und Fresken. Er war einer der jüngeren Brüder des Dichters Joseph Georg Oberkofler.

## Leben
Oberkofler wuchs in einer Welt auf, die von bäuerlichen und katholischen Einflüssen geprägt war. Sein Vater war Bauer und Pfarrmesner in St. Johann im Ahrntal. Seine Kindheit verbrachte er auf dem sogenannten Gföllberg in St. Johann. Ab 1909 ging er als dritter seiner Geschwister ins Vinzentinum in Brixen. Im Ersten Weltkrieg musste er als Standschütze, dann als Kaiserschütze dienen und erlebte 1916 die Sprengung des Col di Lana. Nach dem Krieg begann er das Theologiestudium zunächst in Innsbruck und setzte es fort in Brixen. Er empfing die Priesterweihe am 17. Dezember 1921.
Die künstlerische Ausbildung erhielt er ab 1924 bei Hermann Groeber und Franz Klemmer an der Akademie der Bildenden Künste in München. Das Studium beendete er 1926 mit dem Absolutorium. Seine künstlerischen Auffassungen stammen aber von den späten Romantikern, die sich um die Münchner Zeitschrift Christliche Kunst und die Künstler Martin von Feuerstein, Gebhard Fugel und Peter Janssen gesammelt haben.
Ab 1928 lebte er als Dombenefiziat in Brixen und wirkte von dort aus im Dienst der Domkirche und der religiösen Malerei. Er malte in Öl, in Tempera, Aquarell und Pastell, verfasste viele Fresken in Kirchen und öffentlichen Gebäuden sowie Feder- und Kohlezeichnungen. Im Alter zwang die ausufernde Diabetes zur Amputation beider Beine; wenige Tage nach der Operation im Brunecker Krankenhaus starb er. Im Geburtshaus der Brüder Oberkofler gibt es eine museale Gedenkstätte.
Alois Thaler charakterisierte ihn wie folgt: „Der bürgerlichen Gesellschaft war Oberkofler zu bäuerlich, den Liberalen zu klerikal, den Künstlerkollegen zu viel „Tafelemaler“, den Patrioten zu geistlich, den Rufern nach Freiheit der Kunst zu viel Auftragskünstler, den Expressionisten zu realistisch, den Abstrakten zu konkret und den Modernen zu traditionsgebunden. Wenige haben Oberkofler in seiner Kunstfertigkeit, in seiner Ausdrucksstärke, in der Genialität der Gestaltung zeitloser Themen, in seiner enormen Produktivität richtig erkannt und anerkannt.“
Der ehemalige Südtiroler Landeskonservator Karl Wolfsgruber schrieb über Oberkofler: „[Es gibt] … als Zimmer- und Stubenschmuck ungezählte Oberkoflerbilder religiösen und landschaftlichen Inhaltes. Seinem Temperament entsprechend malte er in rascher Pinselführung; zeichnerische Fertigkeit und kompositionelle Sicherheit erlaubten ihm dies. Die modernen Strömungen der Malerei verfolgte er mit wacher Aufmerksamkeit, folgte ihnen aber nicht, denn er wollte dem einfachen Volksempfinden verständliche Bildmotive schaffen …“

## Werke (Auswahl)

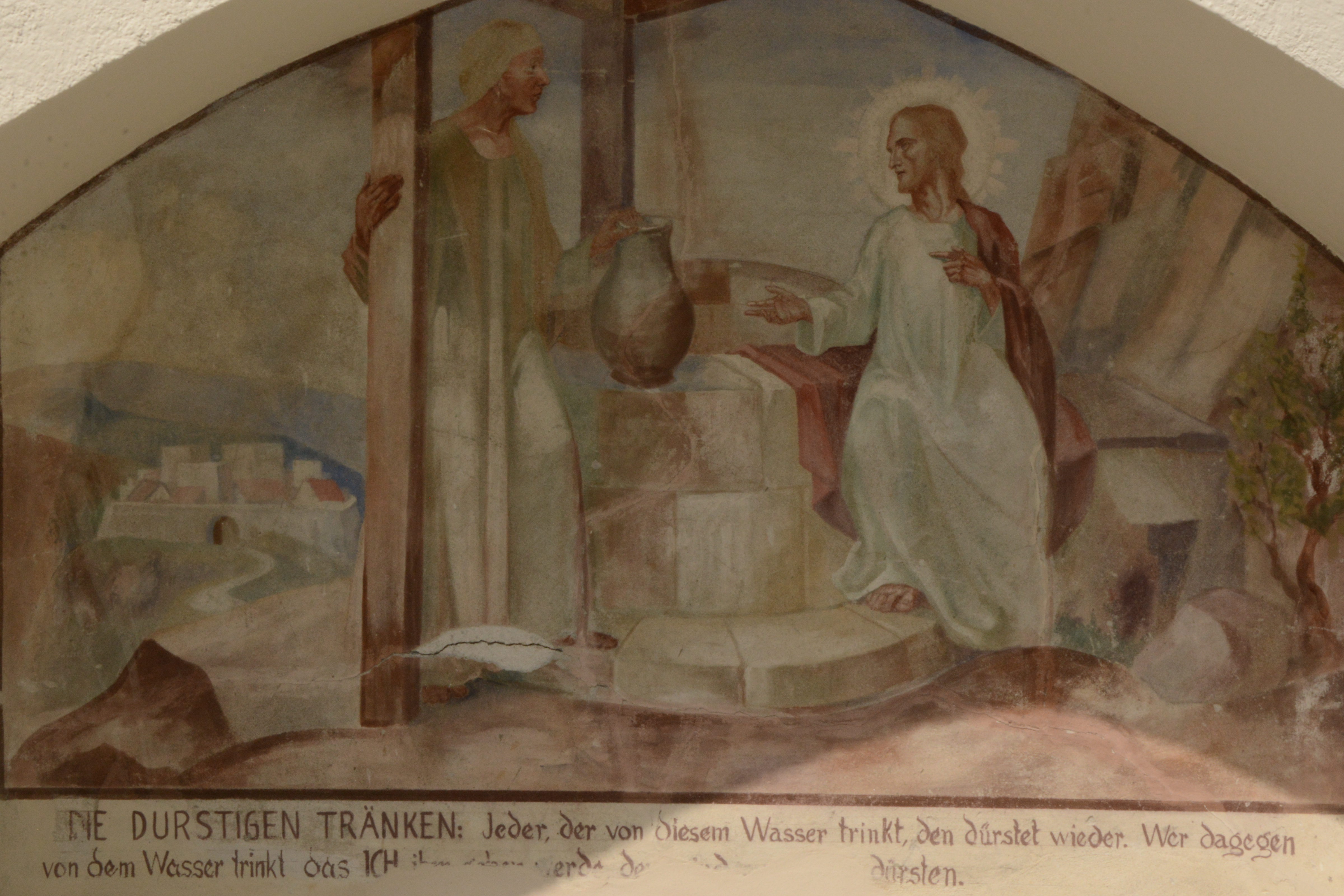
Die Durstigen tränken, Gemälde in den Friedhofsarkaden Hopfgarten in Defereggen (1934)

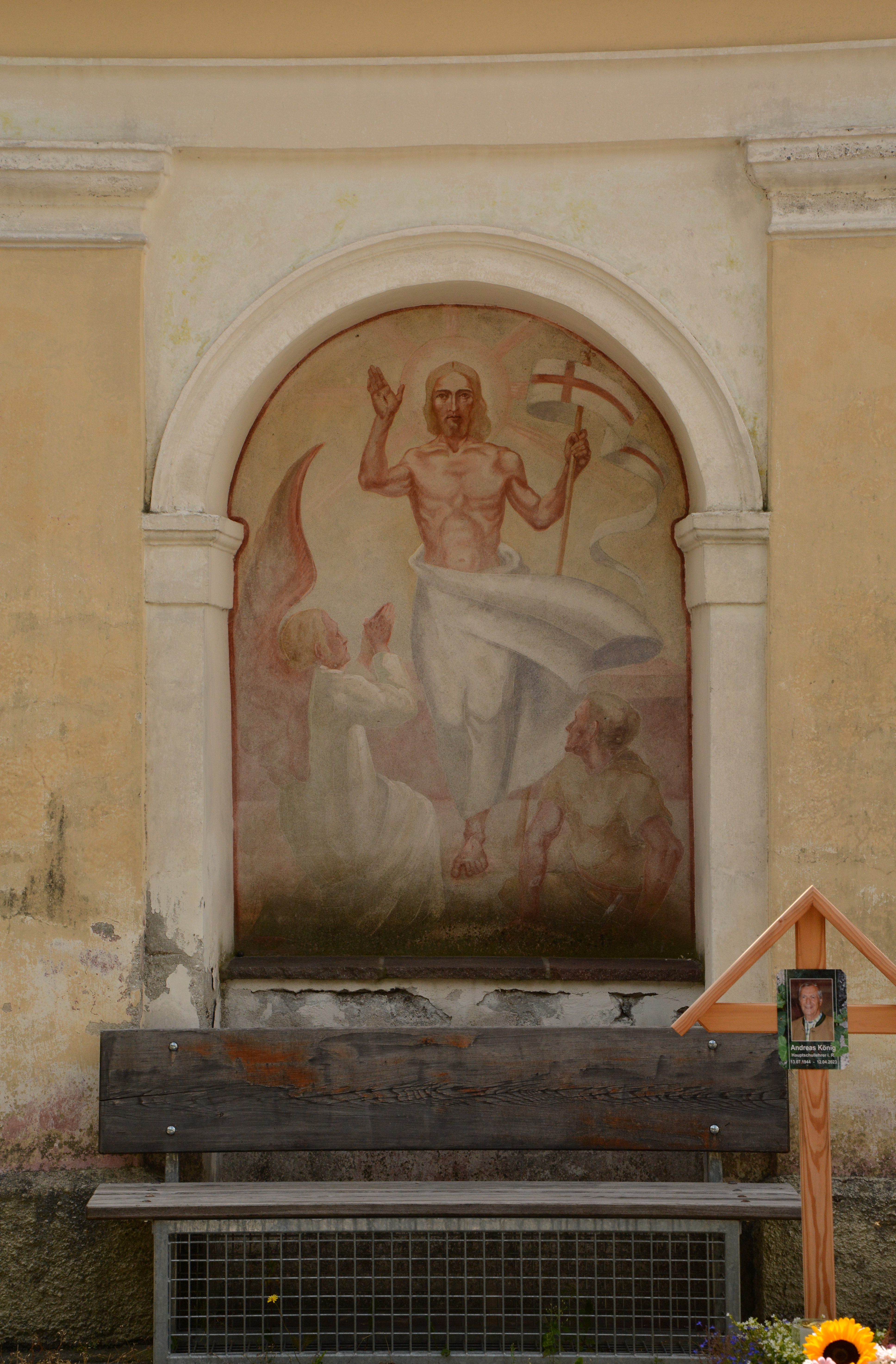
Auferstehung, Fresko am Friedhof Nikolsdorf (1956)

- Triumphbogenfresko in der Pfarrkirche Schenna – 1930[4]
- Deckenmalereien in Presbyterium und Kuppel und Entwürfe für Glasmalereien, Pfarrkirche St. Jakob in Defereggen – 1930–1935[5]
- Ausmalung der Pfarrkirche Außervillgraten – 1932[6]
- Fassadenmalerei hl. Michael an der Kriegergedächtniskapelle Hopfgarten in Defereggen – 1934[7]
- Gemäldezyklus Die leiblichen und geistigen Werke der Barmherzigkeit in den Friedhofsarkaden Hopfgarten in Defereggen – 1934[8]
- Fresko im Langhaus der Pfarrkirche von Mals[9] – 1938
- Fresko in der Kirche von Montan – 1943
- Fresken in den Ostarkaden des Alten Friedhofs in Lienz – 1955/1956[10]
- Fresken Jesus begegnet seiner Mutter, Kreuzabnahme und Auferstehung in Nischenbildstöcken am Friedhof Nikolsdorf  – 1956[11][12][13]
- Fresko Schmerzhafte Schutzmantelmadonna in der Gruftkapelle Grafendorf – 1956[14]
- Fassadenfresko Christus als Guter Hirte an der Wallfahrtskirche Hollbruck – 1958[15]
- Fresken an den Friedhofsarkaden von St. Johann im Ahrntal[16]
- Friedhofsmalerei am Friedhof von Sexten
- Freskenmedaillon in der Pfarrkirche Sterzing
- Madonnenbild in der Bergkirche auf der Gögealm oberhalb von Weißenbach[17]
- Portraitgemälde des Heiligen Josef Freinademetz
- zwei Gemälde im Presbyterium der Kirche St. Jakob im Ahrntal[18]
- Portraitgemälde des Südtiroler Kunsthistorikers Prof. Heinrich Waschgler (im Vinzentinum)[19]
- Die mehreren Tausend Ölbilder sind überwiegend in Privatbesitz.

## Ausstellungen
- Diözesanmuseum Brixen (1948, 1950, 1953, 1955)
- Padua (1949)
- Hofburg Brixen (2019/20)[20]